# Danh sách công ty áp dụng hình phạt kinh tế trong chiến tranh Nga-Ukraina
Danh sách này không đầy đủ, bạn cũng có thể giúp mở rộng danh sách.
Vòng trừng phạt kinh tế đầu tiên là vào tháng 3 năm 2014, sau khi Nga chiếm đóng bán đảo Krym và ủng hộ chiến tranh Donbas. Vòng trừng phạt kinh tế thứ hai bắt đầu vào tháng 2 năm 2022, khi Nga mở cuộc tấn công vào Ukraina.

## Danh sách
| Công ty                | Lĩnh vực/ngành           | Xuất xứ     | Dừng | Bắt đầu từ                                          |
| ---------------------- | ------------------------ | ----------- | --- | --------------------------------------------------- |
| 3M                     | Tập đoàn                 | Hoa Kỳ      | tất cả hoạt động ở Nga | 2022                                                |
| Accenture              | Tư vấn                   | Ai-len      | đóng cửa kinh doanh tại Nga | 2022                                                |
| Activision Blizzard    | Trò chơi điện tử         | Hoa Kỳ      | tất cả hoạt động bán hàng ở Nga, bao gồm: - Call of Duty - World of Warcraft - StarCraft - Diablo - Hearthstone - Heroes of the Storm - Overwatch - Candy Crush Saga - Crash Bandicoot - Guitar Hero - Tony Hawk's - Spyro - Skylanders | 2022                                                |
| AMD                    | Công ty thiết bị bán dãn | Hoa Kỳ      | các chip đến Nga | 2022                                                |
| Adidas                 | Quần áo                  | Đức         | hợp tác với liên đoàn bóng đá Nga | 2 tháng 3 năm 2022                                  |
| AerCap                 | Thuê máy bay             | Ai-len      | thuê mua cho người Nga | 2022                                                |
| Airbnb                 | Chợ online               | Hoa Kỳ      | tất cả hoạt động | 2022                                                |
| Airbus                 | Sản xuất máy bay         | Pháp        | dịch vụ chăm sóc đến Russian Airlines, nhưng vẫn mua Titani từ Liên bang Nga | 2022                                                |
| Alaska Airlines        | Hãng hàng không          | Hoa Kỳ      | hợp tác với các hãng Nga | 2022                                                |
| Alcoa                  | Kim loại                 | Hoa Kỳ      | tất cả hoạt động tại Nga | 2022                                                |
| Allianz                | Dịch vụ kinh tế          | Đức         | truy cập của Nga đến các thị trường vốn | 2022                                                |
| Amadeus IT Group       | Phần mềm                 | Tây Ban Nha | dịch vụ phân phối với Aeroflot và các dự án thương mại ở Nga | 2022                                                |
| Amazon (công ty)       | Internet                 | Hoa Kỳ      | Amazon Web Services và Amazon Prime Video | 2 tháng 3 năm 2022                                  |
| American Airlines      | Hãng hàng không          | Hoa Kỳ      | cắt đứt quan hệ với Aeroflot và S7 Airlines và dừng các chuyến bay liên danh |                                                     |
| American Express       | Dịch vụ thẻ tín dụng     | Hoa Kỳ      | tất cả hoạt động tại Nga và Belarus | 2022                                                |
| Amway                  | Bán hàng trực tiếp       | Hoa Kỳ      | |                                                     |
| Anheuser-Busch         | Đồ uống có cồn           | Bỉ          | tất cả hàng hóa đến Nga | 2022                                                |
| ApiX-Drive             | Công nghệ                | Estonia     | hoạt động với người dùng ở Nga | 2022                                                |
| Apple Inc.             | Công nghệ                | Hoa Kỳ      | Dừng tất cả bán hàng trên: - App Store - App Store (macOS) - Apple Developer - Apple Pay | 17 tháng 1 năm 2015; 1 tháng 3 năm 2022 (Apple Pay) |
| Asda                   | Bán lẻ                   | Anh Quốc    | gỡ bỏ hàng hóa tại Nga | 2022                                                |
| ASOS                   | Bán lẻ trực tuyến        | Anh Quốc    | dừng bán hàng | 2 tháng 3 năm 2015                                  |
| Assicurazioni Generali | Bảo hiểm                 | Italia      | hoàn toàn ra khỏi Nga | 2022                                                |
| Asus                   | Máy tính                 | Đài Loan    | tất cả hàng hóa đến Nga | 14 tháng 3 năm 2022                                 |
| Aston Martin           | Xe hơi thể thao          | Anh Quốc    | Bán lẻ | 2 tháng 3 năm 2022                                  |
| Atlas Copco            | Thiết bị công nghiệp     | Thụy Điển   | dừng tất cả hàng hóa đến Nga | 2022                                                |
| Autodesk               | Phần mềm                 | Hoa Kỳ      | kinh doanh tại Nga | 2022                                                |
| Avast                  | Phần mềm                 | Séc         | dừng bán hàng và hoãn tất cả hoạt động tại Nga | 2022                                                |
| Avid Technology        | Công nghệ                | Hoa Kỳ      | tất cả hàng hóa và dịch vụ đến tất cả khách hàng, người dùng và các đại lý tại Nga và Belarus | 2022                                                |
| Bain                   |                          | Hoa Kỳ      | dừng tư vấn quản trị cho tất cả đơn vị chính phủ | 2020                                                |
| Baker McKenzie         | Luật pháp                | Thụy Sĩ     | dừng dịch vụ cho tất cả đơn vị Kremlin | 2022                                                |